# Alopecosa alpicola
Alopecosa alpicola är en spindelart som först beskrevs av Simon 1876.  Alopecosa alpicola ingår i släktet Alopecosa och familjen vargspindlar.

## Underarter
Arten delas in i följande underarter:
- A. a. soriculata
- A. a. vidua